# Tage Henriksen
Tage Henriksen (Roskilde, 8 aprile 1925 – 13 maggio 2016) è stato un canottiere danese.

## Palmarès

### Olimpiadi
- Oro a Londra 1948 nel due con.